# Riojasaurus
Riojasaurus là một chi khủng long, được Bonaparte mô tả khoa học năm 1969.